# سيرانا فنسنت
سيرانا فنسنت (بالإنجليزية: Cerina Vincent)‏ هي كاتِبة وممثلة أمريكية، ولدت في 7 فبراير 1979 في الولايات المتحدة.

## أعمال

### أفلام
- (2002) حمى المقصورة

## وصلات خارجية
- سيرانا فنسنت على موقع IMDb (الإنجليزية)
- سيرانا فنسنت على موقع روتن توميتوز (الإنجليزية)
- سيرانا فنسنت على موقع ألو سيني (الفرنسية)
- سيرانا فنسنت على موقع أول موفي (الإنجليزية)
- سيرانا فنسنت على موقع قاعدة بيانات الأفلام السويدية (السويدية)
- سيرانا فنسنت على موقع إن إن دي بي (الإنجليزية)
- سيرانا فنسنت على موقع قاعدة بيانات الفيلم (الإنجليزية)
- سيرانا فنسنت على موقع كينوبويسك (الروسية)